# Pin Grid Array

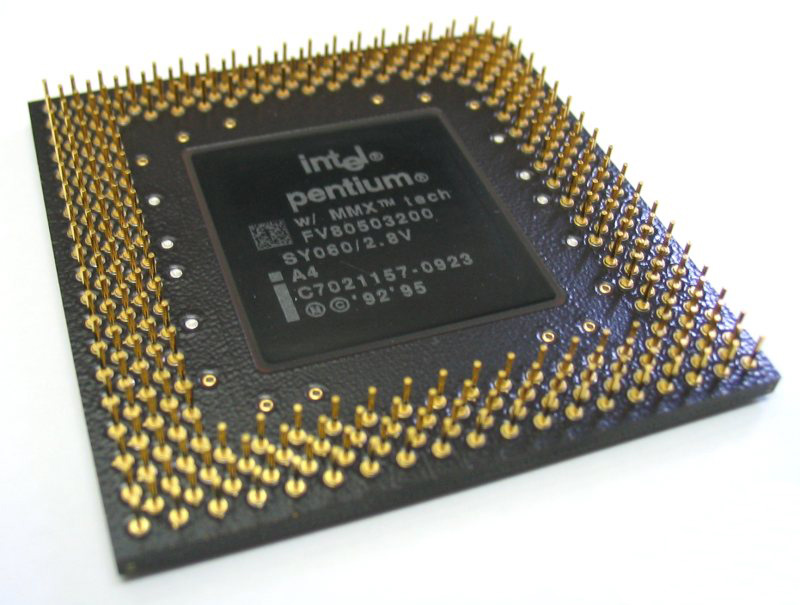
A Pentium MMX egy PGA tokozású processzor

A PGA (pin grid array) egy tokozási típus amivel integrált áramköröket, és ezen belül mikroprocesszorokat rögzítenek.
A PGA tokozás esetében az integrált áramkört egy kerámia tokba helyezik, melynek az egyik oldalát teljesen vagy részben, négyzet alakban apró tűk borítják. A tűk egy foglalatba illeszkednek, ami általában egy alaplapra van rögzítve. Az egyes tűk közti távolság szinte mindig 2,54 mm (1/10 hüvelyk). Ez a fajta elrendezés kevesebb helyet foglal, mint például a chip két oldalán egymás utáni sorba rendezett DIP (Dual In-line Package) tokozás.

## Változatai
A plastic pin grid array (PPGA), ahol a kerámia ház helyett műanyagot használtak, és a flip-chip pin grid array (FCPGA), ahol a szilíciumlapkát a jobb hőelvezetés érdekében fejjel lefelé helyezték a foglalatba, így a jobban melegedő alsó rész közelebb került a hőátvevő felülethez (hűtőbordához). Mindkettőt az Intel tervezte a Pentium processzorok számára és nagyon sok alaplapon használják ZIF foglalatokkal, hogy még jobban megvédjék a sérülékeny tűket.
- PPGA: plastic pin grid array
- FCPGA: flip-chip pin grid array
- CPGA: ceramic pin grid array
- OPGA: organic pin grid array
- SPGA: staggered pin grid array – átlós elrendezésű tűk